# Gustav Hüpeden
Gustav Hüpeden (* 23. Februar 1850 in Cassel; † 8. März 1937 ebenda) war Gymnasialprofessor und Mitglied des Deutschen Reichstags.

## Leben
Hüpeden besuchte das Lyceum Fridericianum in Kassel von 1860 bis 1867, die Universität Marburg von 1867 bis 1871 und Berlin 1871. 1867 wurde er Mitglied der Burschenschaft Arminia Marburg. 1872 war er erst Hauslehrer und 1875 Pfarrgehilfe in Wernswig. 1876 trat er in den Schuldienst, zunächst am Realprogymnasium in Schmalkalden, 1879 am Gymnasium in Rinteln und ab 1886 am Friedrichsgymnasium in Kassel. Ab 1890 war er Vorsitzender des Evangelischen Arbeitervereins in Kassel. 1879 heiratete er Marie Lucie Amalie Lang, mit der er zwei Töchter und einen Sohn hatte.
Von 1893 bis 1898 war er Mitglied des Deutschen Reichstags für den Reichstagswahlkreis Regierungsbezirk Kassel 2 (Kassel, Melsungen) und die Deutschkonservative Partei.